# Commercialista
Il commercialista è un consulente che opera nel campo del diritto commerciale, del diritto tributario, della ragioneria e della contabilità in generale.

## Storia
La contabilità è una disciplina molto antica, che risale nella sua forma ancestrale all'età antica; basti pensare alle tavolette di cera usate dai Sumeri, agli scribi dell'Antico Egitto ed al gestore del fisco nell'Antica Roma, il procurator a rationibus. Tuttavia la nascita della moderna ragioneria si attribuisce al matematico fra Luca Pacioli, che nel 1494 espose per la prima volta il metodo della partita doppia pubblicando il suo trattato Summa de arithmetica, geometria, proportioni et proportionalitate. Nel 1581 nacque a Venezia il Collegio de' Rasonati, in cui la formazione era rivolta soprattutto all'amministrazione della cosa pubblica, e, molto più tardi, nel 1742 venne fondata a Milano per volontà del Senato Ducale il Collegio dei Ragionati, la prima associazione preposta a rappresentare e disciplinare la professione, a seguito della quale si assistette alla formazione di altri collegi in varie città italiane.
Importanti innovazioni, tra cui la nascita delle tecnologie informatiche, i cambiamenti economici e la globalizzazione, hanno incisivamente mutato numerosi aspetti delle due professioni, creando nuovi campi di consulenza oltre a quello fiscale e contabile.
Solitamente ha una preparazione scolastica o universitaria in discipline economiche, con competenze in materia di ragioneria, contabilità, fisco, diritto commerciale, diritto tributario e diritto del lavoro e col compito di redigere dichiarazioni dei redditi e bilanci di aziende e cittadini privati.
Sia la formazione base obbligatoria che le competenze necessarie dipendono se la professione è regolamentata e dalla relativa nazione.

## Nel mondo
Nei vari Stati del mondo esistono diversi professioni relative alle tematiche contabili, fiscali, reddituali, patrimoniali, amministrative in genere; esse sono anche collegate con varie discipline di carattere socioeconomico (diritto, economia, statistica, in alcuni casi anche geografia e sociologia). In particolare il commercialista si chiama tax advisor nei paesi di lingua inglese, tax consultant nei paesi di lingua francese, asesor fiscal nei paesi di lingua spagnola, Steuerberater nei paesi di lingua tedesca e tax accountant in Giappone e Corea del Sud.
Come venga denominata la professione, il perimetro di attività e che esista o meno un'abilitazione regolamentata e/o un albo, se si possa svolgere in forma societaria o come dipendente e altri aspetti, sono tutti requisiti specifici di ciascuna nazione al mondo.

### Italia
Nel 1620 in Piemonte si costituirono i liquidatori giurati, nel 1828 nel Lombardo-Veneto vennero riconosciuti i ragionieri revisori e nel 1836 negli Stati Pontifici nacque la professione di pubblico ragioniere. Dopo il primo congresso Nazionale dei Ragionieri dell'anno 1879, nel 1906 nel castello di Racconigi il Regno d'Italia promulgò la legge sull'esercizio della professione di ragioniere, con cui venne creata una nuova libera professione. Furono i decreti del Presidente della Repubblica numero 1068 e 1067 del 1953 a dare inizio alle professioni di dottore commercialista e ragioniere ed economista d'impresa, i cui albi vennero in seguito fusi nel 2008.
Un dottore commercialista in Italia è un esperto contabile che ha superato un apposito esame di abilitazione dopo un periodo di tirocinio, per l'esercizio della libera professione, e coloro che la esercitano devono essere iscritti all'"Ordine dei Dottori Commercialisti e degli Esperti Contabili". Tuttavia, mentre all'esperto contabile è richiesta una laurea, il dottore commercialista possiede un diploma di laurea magistrale, attualmente necessariamente afferente alla classe LM-56 (Scienze dell'economia) o alla classe LM-77 (Economia aziendale) rilasciato da una università in Italia.